# Qin Yuying
Qin Yuying – chińska judoczka.
Uczestniczka mistrzostw świata w 1997. Startowała w Pucharze Świata w latach 1995 - 1997. Złota medalistka mistrzostw Azji w 1988 i brązowa w 1996. Trzecia na igrzyskach Azji Wschodniej w 1997, a także na uniwersjadzie w 1995 roku.